# Dejan Joveljić
Dejan Joveljić (szerbül: Дејан Јовељић; Bijeljina, 1999. augusztus 7. –) bosnyák születésű szerb korosztályos válogatott labdarúgó, az amerikai Sporting Kansas City játékosa.

## Pályafutása

### Klubcsapatokban
2010-ben igazolt a Sloga United korosztályos csapataiból a szerb Crvena zvezda együtteséhez. Végig járta a klub korosztályos csapatait. 2016. március 16-án aláírta első profi szerződését a klubbal. Ebben az évben Miodrag Božović edző az első keret tagjává tette, de Mononucleosis infectiosa miatt nem játszhatott. A The Guardian a világ legtehetségesebb 60 labdarúgója közé sorolta. A Golden Boy-díjra is jelölve volt, de nem nyerte meg. 2017. szeptember 19-én meghosszabbították a szerződését 2021-ig. December 10-én mutatkozott be a bajnokságban a Borac Čačak ellen, a 70. percben Aleksandar Pešić cseréjeként.. 2018. május 5-én a Spartak Subotica ellen kezdőként lépett pályára a 4–0-ra megnyert bajnoki találkozón és két gólt szerzett. Május 19-én ismét eredményes tudott lenni a Voždovac csapata ellen. A 2018–19-es szezon során 17 bajnoki mérkőzésen szerzett 8 gólt, a kupában 5 mérkőzésen 3-szor volt eredményes, valamint az UEFA-bajnokok ligájában is pályára lépett két alkalommal.
2019. június 14-én az Eintracht Frankfurt hivatalos honlapján jelentette be, hogy szerződtették és ötéves szerződést kötöttek meg. 2020. január 31-én fél évre kölcsönbe került a belga Anderlecht együtteséhez. 2020 augusztusában ismét kölcsönbe került, az osztrák Wolfsberger csapatába. 2021. augusztus 5-én az amerikai Los Angeles Galaxy csapatába igazolt négy és fél évre.

### A válogatottban
Részt vett a 2016-os U17-es labdarúgó-Európa-bajnokságon, ahol a csoportkörben Spanyolország ellen büntetőből volt eredményes. 2021. június 7-én debütált a felnőtt válogatottban Jamaica ellen.

## Sikerei, díjai
- Crvena zvezda
  - Szerb bajnok: 2017–18, 2018–19